# Caecidotea franzi
Caecidotea franzi är en kräftdjursart som först beskrevs av John R. Holsinger och Steeves 1971.  Caecidotea franzi ingår i släktet Caecidotea och familjen sötvattensgråsuggor. Inga underarter finns listade i Catalogue of Life.